# Amphimachos (Sohn des Kteatos)
Amphimachos (altgriechisch Ἀμφίμαχος Amphímachos) ist eine Person der griechischen Mythologie.
Er ist der Sohn des mit seinem Zwillingsbruder Eurytos zusammengewachsenen Kteatos, die als halbgöttliches Doppelwesen unter dem Namen Aktorione bekannt sind. Amphimachos ist somit Enkel des Poseidon oder des Aktor. Seine Mutter war Theronike.
Amphimachos war einer der Freier der Helena. Mit zehn Schiffen zog er auf Seiten der Griechen in den Trojanischen Krieg, wo er neben seinem Cousin Thalpios sowie Diores und Polyxeinos einer der vier Heerführer der Epeier war. Als während des Kampfes Hektor seinen Speer gegen Teukros schleuderte, konnte dieser zwar ausweichen, doch traf das Wurfgeschoss Amphimachos tödlich in die Brust. Hektors Versuch, dem Toten den Helm zu stehlen, wurde von dem Bruder des Teukros, dem großen Aias, vereitelt. Der Leichnam konnte von Stichios und Menestheus, den beiden Anführern der Athener vor Troja, geborgen und ins Lager der Griechen gebracht werden. Poseidon aber, über den Tod seines Enkels erzürnt, feuerte die Griechen zum Kampf an.